# Céleste (film)
Pour plus de détails, voir Fiche technique et Distribution.
Céleste est un moyen métrage français écrit et réalisé par Valérie Gaudissart, sorti en 2005.
C'est le troisième court métrage de la réalisatrice.

## Synopsis
Une jeune femme vivant seule avec son père veuf depuis longtemps collectionnant les capsules et les avis de décès. Elle est amoureuse du facteur qui profite d'elle à chacun de ses passages et disparaît avant qu'elle sache qu'elle est enceinte. Avec l'hiver, arrive le déni de grossesse, jusqu'au printemps où la vie réapparaît dans cette campagne si rude.

## Fiche technique
- Titre original : Céleste
- Réalisation : Valérie Gaudissart
- Scénario : Valérie Gaudissart
- Musique originale : Morton Potash
- Photographie : Rémi Mazet
- Montage : Benoît Alric
- Format : couleur - 1,85:1 - 35 mm -  Son Dolby SR
- Production : Artcam International
- Genre : moyen métrage
- Durée : 45 minutes

## Distribution
- Sylvia Etcheto : Céleste
- Nathalie Boutefeu : La factrice
- Benoît Giros : Le pompier
- Jean-Marie Frin : Le père
- Michel Baudinat : René
- Hervé Falloux : Le facteur

## Presse
Avec Céleste, Valérie Gaudissart réussit l’attachant portrait d’une paysanne robuste et spontanée... c’est en réalité, une fable rurale portée par un onirisme réjouissant. La cinéaste parle de la mort comme on raconte une histoire drôle et réaliste, à sa manière singulière, une fantastique ode à la vie. Michaël Melinard (L'Humanité)